# After Hours (manga)
After Hours (アフターアワーズ Afutā Awāzu?) es una historieta japonesa escrita e ilustrada por Yūta Nishio, publicada en la revista Hibana de manga seinen de la editorial Shōgakukan desde marzo de 2015 a agosto de 2017, cuando se dejó de publicar la revista en la que salía esta obra, aunque después la serie de manga terminó en su tercer y último volumen compilatorio tankōbon puesto a la venta en enero de 2018. Esta obra ha sido licenciada y traducida al inglés para América del Norte por VIZ Media.

## Argumento
After Hours es una obra que se desarrolla en el ámbito de los clubes nocturnos, en una relación de amistad-amor, con pasajes "dulces" y "amargos" en una atmósfera adulta. La trama sigue la historia de Emi Asahina, en una situación económica difícil, se ve envuelta en la escena de los bailes nocturnos cuando su amiga Key que es DJ le invita. La historia prosigue en el desarrollo de la actividad en el club y el vínculo que se genera entre ellas.

## Publicación
After Hours fue escrita e ilustrada por Yūta Nishio. El manga se publicó en la revista Hibana de manga seinen de la editorial Shōgakukan desde el 6 de marzo de 2015 al 7 de agosto de 2017, siendo esta última fecha el último número en el que se publicó este manga antes de que la editorial dejó de publicar la revista. Se lanzó al público tres volúmenes recopilatorios de la obra del 7 de octubre de 2015 al 12 de enero de 2018, el último de los cuales publicó el resto de los capítulos que no llegaron a publicarse en la revista.
Para América del Norte inglesa, la empresa VIZ Media obtuvo la licencia para publicar en idioma inglés la historieta en octubre de 2016. La empresa publicó los tres volúmenes recopilatorios en inglés el 13 de junio de 2017, 12 de junio de 2018 y el 11 de diciembre de 2018, respectivamente.

## Volúmenes
| Volumen 1 | ISBN              | Publicado            |
| Volumen 1 | 978-4-09-187245-6 | 7 de octubre de 2015 |
|           |                   |                      |

| Volumen 2 | ISBN              | Publicado           |
| Volumen 2 | 978-4-09-189633-9 | 12 de julio de 2017 |
|           |                   |                     |

| Volumen 3 | ISBN              | Publicado           |
| Volumen 3 | 978-4-09-189836-4 | 12 de enero de 2018 |
|           |                   |                     |

## Lectura adicional
- «After Hours Vol. 1 - The Spring 2017 Manga Guide». Anime News Network (en inglés). 2 de junio de 2017.
- Silverman, Rebecca (4 de agosto de 2018). «After Hours GNs 1-2 - Review». Anime News Network (en inglés).
- Douresseaux, Leroy (23 de julio de 2017). «After Hours: Volume 1 manga review». ComicBookBin (en inglés).
- Douresseaux, Leroy (12 de junio de 2018). «After Hours: Volume 2 manga review». ComicBookBin (en inglés).
- Douresseaux, Leroy (15 de diciembre de 2018). «After Hours: Volume 3 manga review». ComicBookBin (en inglés).